# Chiesa di Sant'Antonio Abate (Cadegliano Viconago)
La Chiesa di Sant'Antonio Abate è un edificio religioso di Cadegliano Viconago, in provincia di Varese e diocesi di Como; fa parte del vicariato di Marchirolo
Questo luogo di culto, risalente al X secolo, venne successivamente ampliato.

## Storia

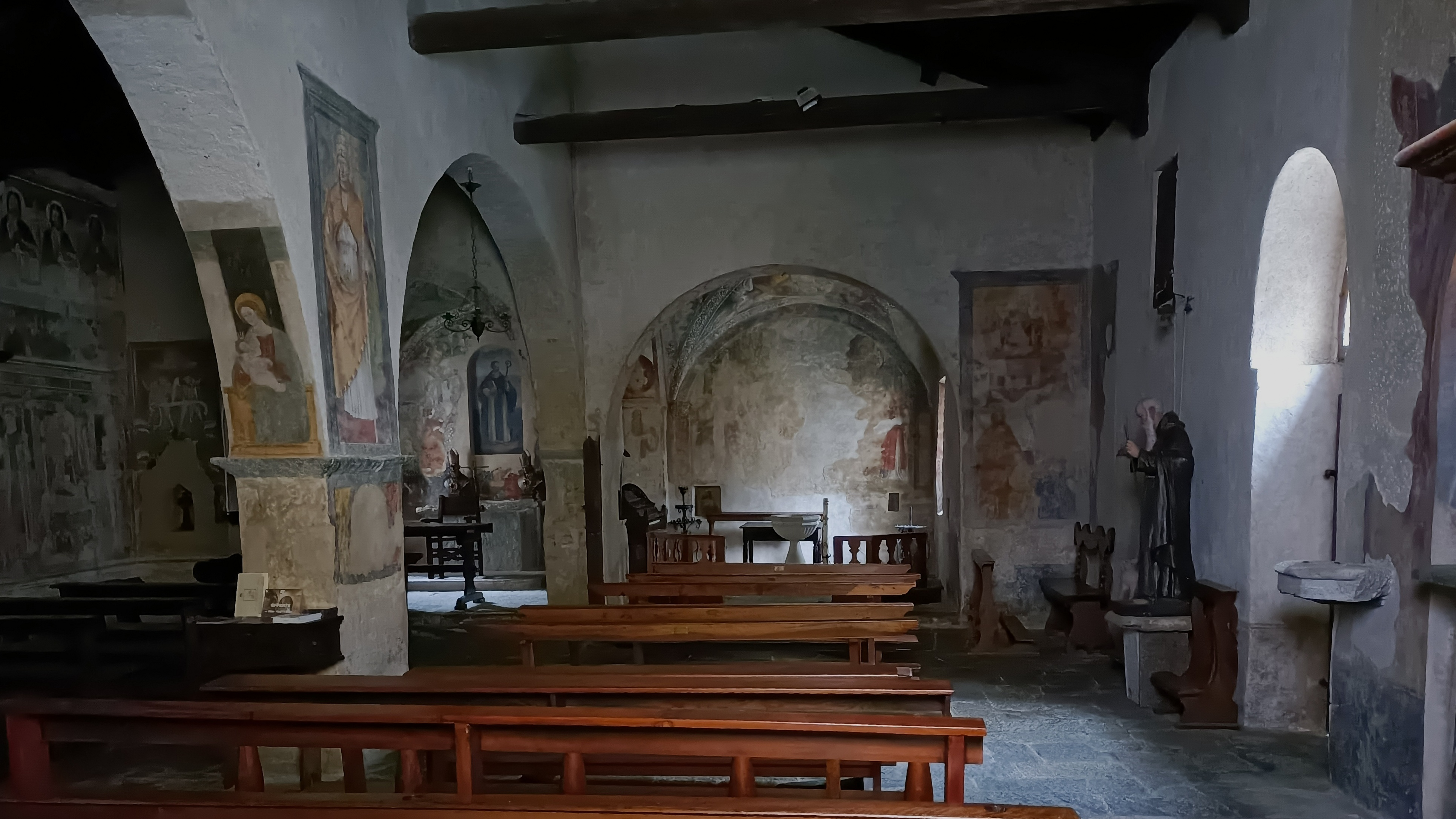
Interno

L'edificio, originariamente dedicato a Santa Maria,  risale al X secolo, era di ridotte dimensioni, a navata unica con abside rettangolare rivolta ad oriente e facciata a capanna con porta al centro sovrastata da una finestrella cruciforme, ancora visibile. Fu ricostruito una prima volta più ampio, in stile romanico, orientato a nord, e successivamente In epoca gotica (XV secolo) venne nuovamente ingrandita, costruendo una nuova navata separata da una parete costituita da un robusto pilastro reggente due ampie arcate, con copertura costituita da volte a crociera. Il modello di chiesa doppia, per aggiunta di una seconda navata, ricorda San Pietro a Gemonio. 
Fu la chiesa parrocchiale di Viconago finché non venne sostituita dalla parrocchia di San Giovanni Battista alla fine del sec. XVI.  
I restauri hanno portato alla luce affreschi attribuiti alla “scuola di Bernardino Luini” ed un intero ciclo eseguito nel 1530 da Bartolomeo da Ponte Tresa.